# نزلة الأشطر
قرية نزلة الاشطر هي إحدى القرى التابعة لمركز أبو النمرس في محافظة الجيزة في جمهورية مصر العربية. حسب إحصاءات سنة 2006، بلغ إجمالي السكان في نزلة الاشطر 8633 نسمة، منهم 4466 رجل و4167 امرأة.